# Saropogon distinctus
Saropogon distinctus là một loài ruồi trong họ Asilidae. Saropogon distinctus được Becker miêu tả năm 1906. Loài này phân bố ở vùng Cổ Bắc giới.